# Velenka
Velenka (deutsch Welenka) ist eine Gemeinde in Tschechien. Sie liegt sieben Kilometer westlich von Sadská und gehört zum Okres Nymburk.

## Geographie

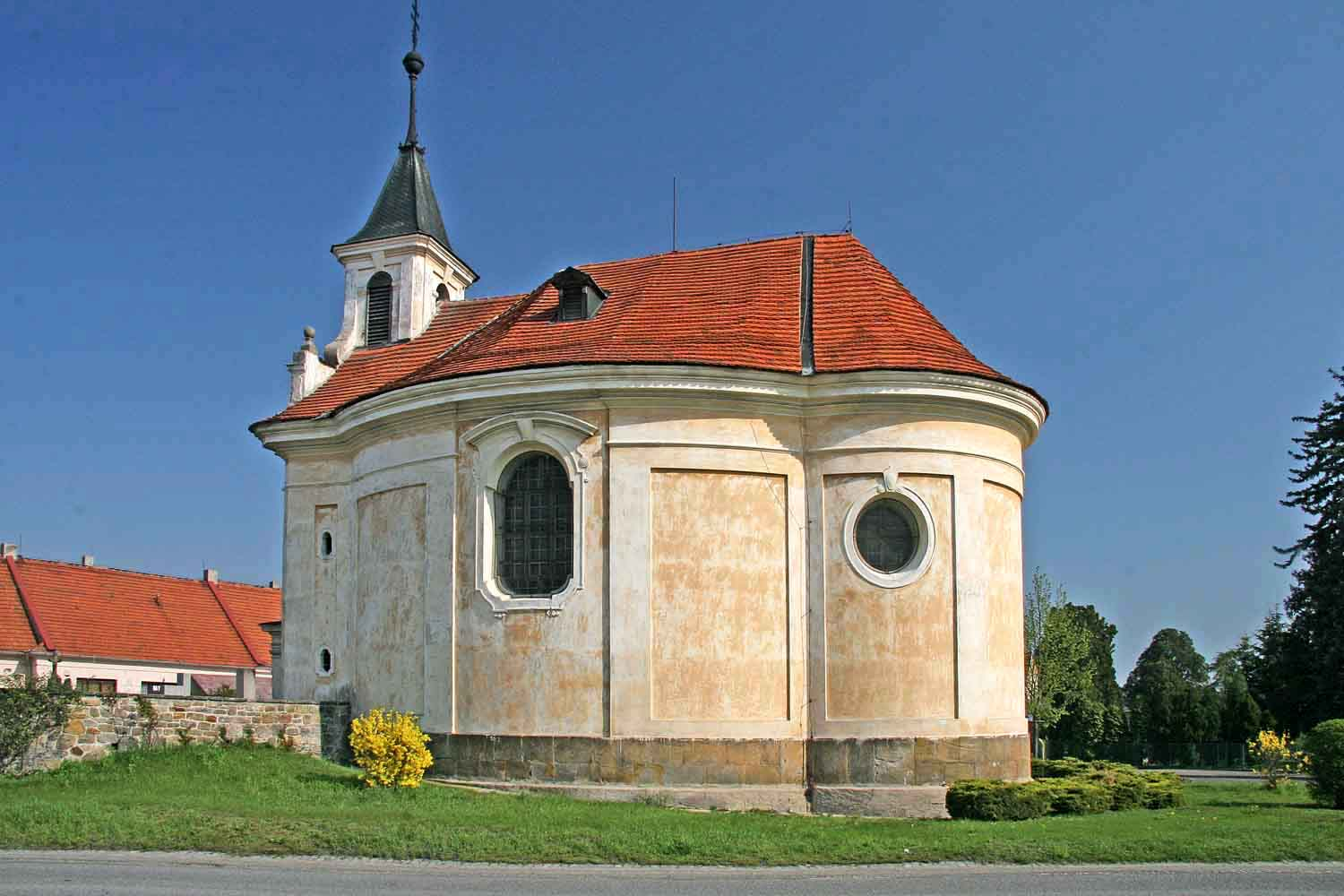
Kirche "St. Petrus in Ketten"

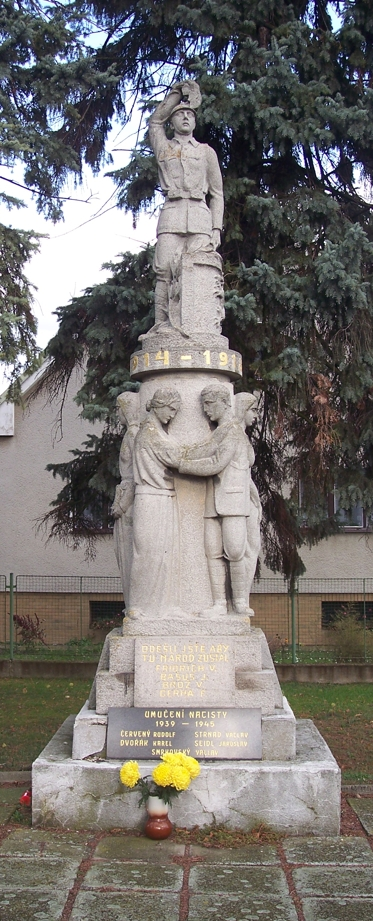
Denkmal für die Opfer beider Weltkriege

Velenka befindet sich am Velenský potok auf der Ostböhmischen Tafel. Östlich des Dorfes erstreckt sich der Kersko-Wald. Im Süden führt die Autobahn D 11/E 67 vorbei.
Nachbarorte sind Semice und Kersko im Norden, Hradištko im Nordosten, Sadská im Osten, Třebestovice im Südosten, Chrást im Süden, Horky, Kounice und Týnice im Südwesten, Bříství und Starý Vestec im Westen sowie Přerov nad Labem im Nordwesten.

## Geschichte
Die erste schriftliche Erwähnung des ursprünglich aus vier Salaschen bestehenden Dorfes erfolgte im Jahre 1352. Im Jahre 1437 kam Velenka zur Herrschaft Poděbrady. Im 16. Jahrhundert wurde das Dorf der königlichen Kammerherrschaft Přerov nad Labem angeschlossen und wurde nach deren Ausverkauf 1632 mit den verbliebenen Teilen der Kammerherrschaft Brandýs nad Labem zugeschlagen.
Nach der Aufhebung der Patrimonialherrschaften bildete Velenky ab 1850 eine Gemeinde im Bezirk Český Brod. Nach dem Ersten Weltkrieg wurde der Kerskowald ein beliebtes Erholungsgebiet der Prager Oberschicht. Im Wald entstand eine Ferienhaussiedlung. Seit 1961 gehört Velenka zum Okres Nymburk. Zwischen 1980 und 1990 war das Dorf nach Semice eingemeindet, danach entstand die politische Gemeinde Velenka wieder. Der Ort besteht heute aus 123 Häusern.

## Gemeindegliederung
Für die Gemeinde Velenka sind keine Ortsteile ausgewiesen.

## Sehenswürdigkeiten
- Barocke Kirche St. Petrus in Ketten, erbaut 1733–1734 nach Plänen von Kilian Ignaz Dientzenhofer
- Denkmal an die Abschaffung der Leibeigenschaft
- Denkmal für die Opfer beider Weltkriege
- Naturpark Kersko, östlich des Dorfes
- Moorwiese bei Velenka (NPP Slatinná louka u Velenky), das 1,3 ha große nördlich bei der Siedlung Kersko gelegene Naturschutzgebiet ist ein Besonderes Schutzgebiet (SPA) und damit Teil von Natura 2000
- St.-Josef-Mineralquelle bei Kersko, die Quelle wurde 1934 in 89 m Tiefe erschlossen, nördlich des Dorfes

## Söhne und Töchter der Gemeinde
- Josef Smrkovský (1911–1974), tschechoslowakischer Politiker